# Maxfield Parrish
Pour les articles homonymes, voir Parrish.

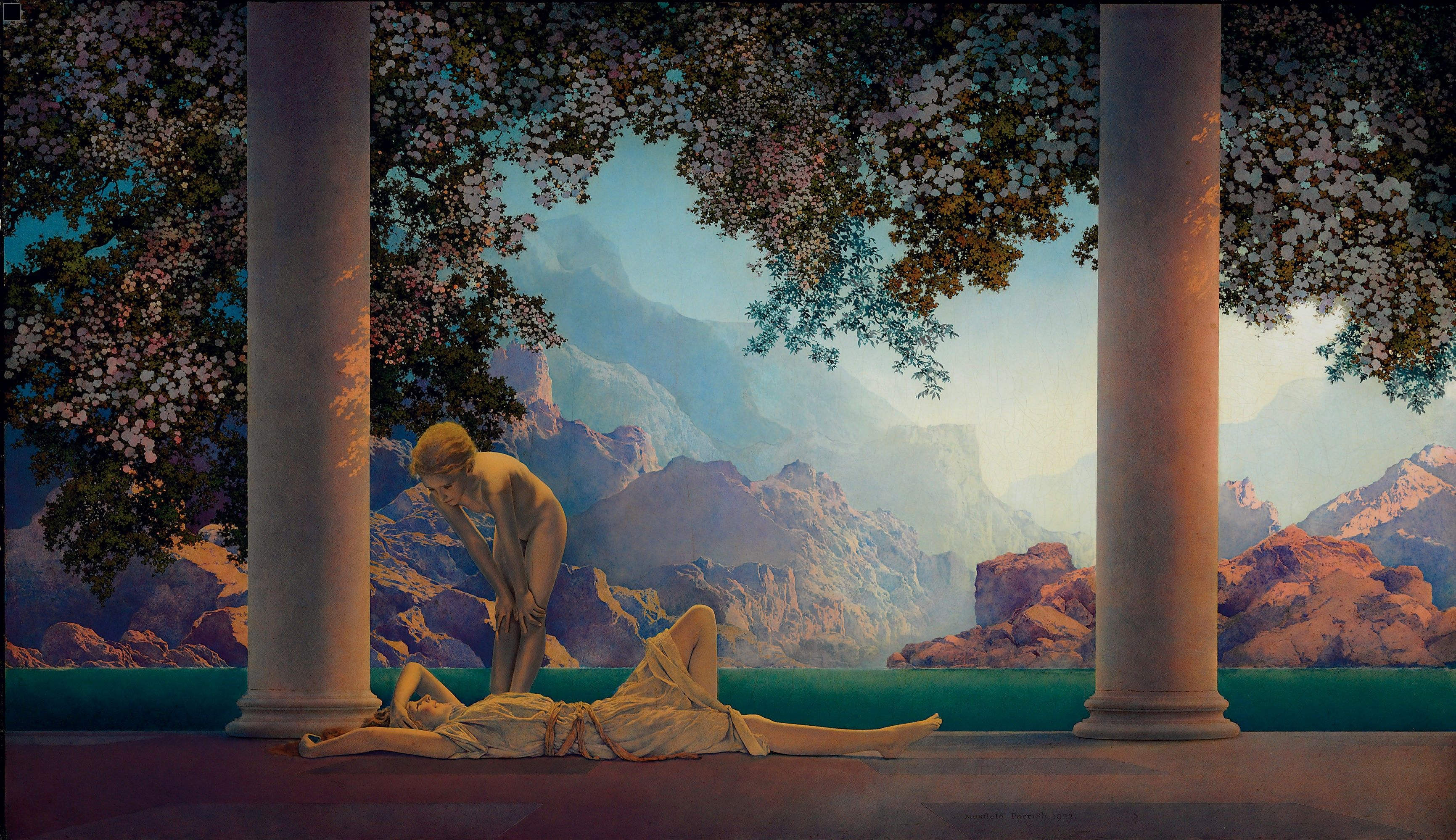
Daybreak (1922).

Maxfield Parrish (né le 25 juillet 1870 à Philadelphie, en Pennsylvanie, et mort le 30 mars 1966 à Plainfield, au New Hampshire) est un peintre et illustrateur américain.
Son tableau intitulé Daybreak (« La Sieste », huile sur panneau, 1922), demeure en son temps parmi les œuvres les plus reproduites en « chromo » aux États-Unis : le panneau a été vendu 7,6 millions de dollars par Christie's en 2006 à un particulier.

## Biographie
Fils unique d'Elizabeth Bancroft et du peintre-graveur Stephen Parrish originaires d'une ancienne communauté de Quakers de Philadelphie, le jeune Maxfield Parrish grandit dans une atmosphère artistique : son père devient peintre et aquafortiste à partir de 1879 et connaît une certaine notoriété dans les années 1880-1890 avec ses paysages. Il accompagne ses parents lors d'un voyage en Europe (Paris, Londres, Venise) entre 1884 et 1886. À Paris, il séjourne à l'Institut protestant Kornemann, avenue de Malakoff, et reçoit un enseignement linguistique et religieux. Rentré à Philadelphie, il intègre le Haverford College (1888-1890), puis la Pennsylvania Academy of the Fine Arts, de 1892 à 1895, avec pour professeurs Robert Vonnoh et Thomas Pollock Anshutz. Il poursuit ses études d'art à l'université Drexel en 1896, où il fréquente les cours de Howard Pyle.
Il épouse en juin 1895 Lydia Ambler Austin, professeur de dessin ; le couple a quatre enfants.
Dès 1895, il collabore comme illustrateur au Harper’s Bazaar, puis pour le Scribner's Magazine, The Poster, Collier's. En 1897, son affiche pour The Century Magazine est imprimée à New-York chez Henry Atwell Thomas & Wylie Lith. Co. : il s'agit de son premier travail à obtenir un vif succès national. L'affiche est reproduite dans la revue Les Maîtres de l'affiche (1895-1900) dirigée par Jules Chéret. La même année, il exécute les illustrations de Mother Goose in Prose, un livre de chansons enfantines signées Lyman Frank Baum qui également connaît le succès. Maxfield Parrish va produire ensuite un grand nombre d'illustrations pour les ouvrages destinés à la jeunesse, dont Poems of Childhood (1904) d'Eugene Field et The Arabian Nights (1909) restent parmi les plus célèbres de cette époque.
En 1900, il devient membre de la Society of American Artists (en). En 1903, il entreprend un nouveau voyage en Europe, principalement en Italie.
Ses succès de librairie le rendent populaire, les commandes affluent. En 1910, ses revenus annuels sont estimés à 100 000 dollars. Cette année-là, il reçoit la commande de 18 panneaux peints pour décorer les nouveaux locaux de Curtis Publishing Company, à Philadelphie : Parrish mettra six ans à finir ce travail. Les Tiffany Studios lui commande également une vaste mosaïque, The Dream Garden. 
Dans les années 1920, il dessine plusieurs fois les couvertures du magazine Life, non sans humour. Il est également de la direction artistique pour des campagnes publicitaires pour des marques comme les magasins Wanamaker's, les lampes Edison-Mazda, Colgate,   Oneida Cutlery, le semencier D.M. Ferry Seed Company, les calendriers de la General Electric, etc. : des illustrations publicitaires dont celles destinées au packaging qui le rendent encore plus populaire.
Vers 1931-1935, Parrish s'éloigne du monde publicitaire et de l'illustration, et revient à la peinture de paysage. Il passe le restant de sa vie dans une maison-atelier à Plainfield (New Hampshire), qu'il possédait depuis 1898, et vit de son art.

## Œuvre

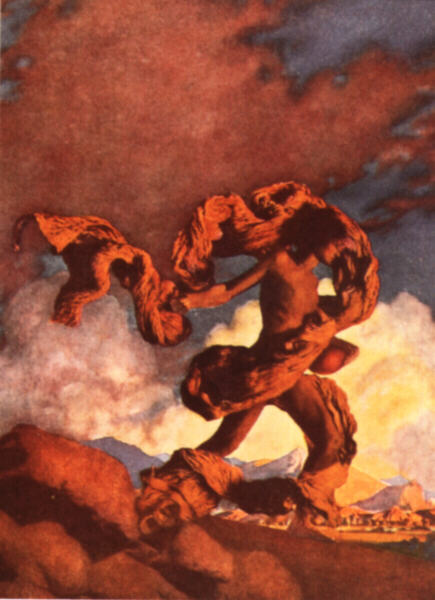
Cadmos semant les dents du dragon (1908), illustration pour Tanglewood Tales de Nathaniel Hawthorne.

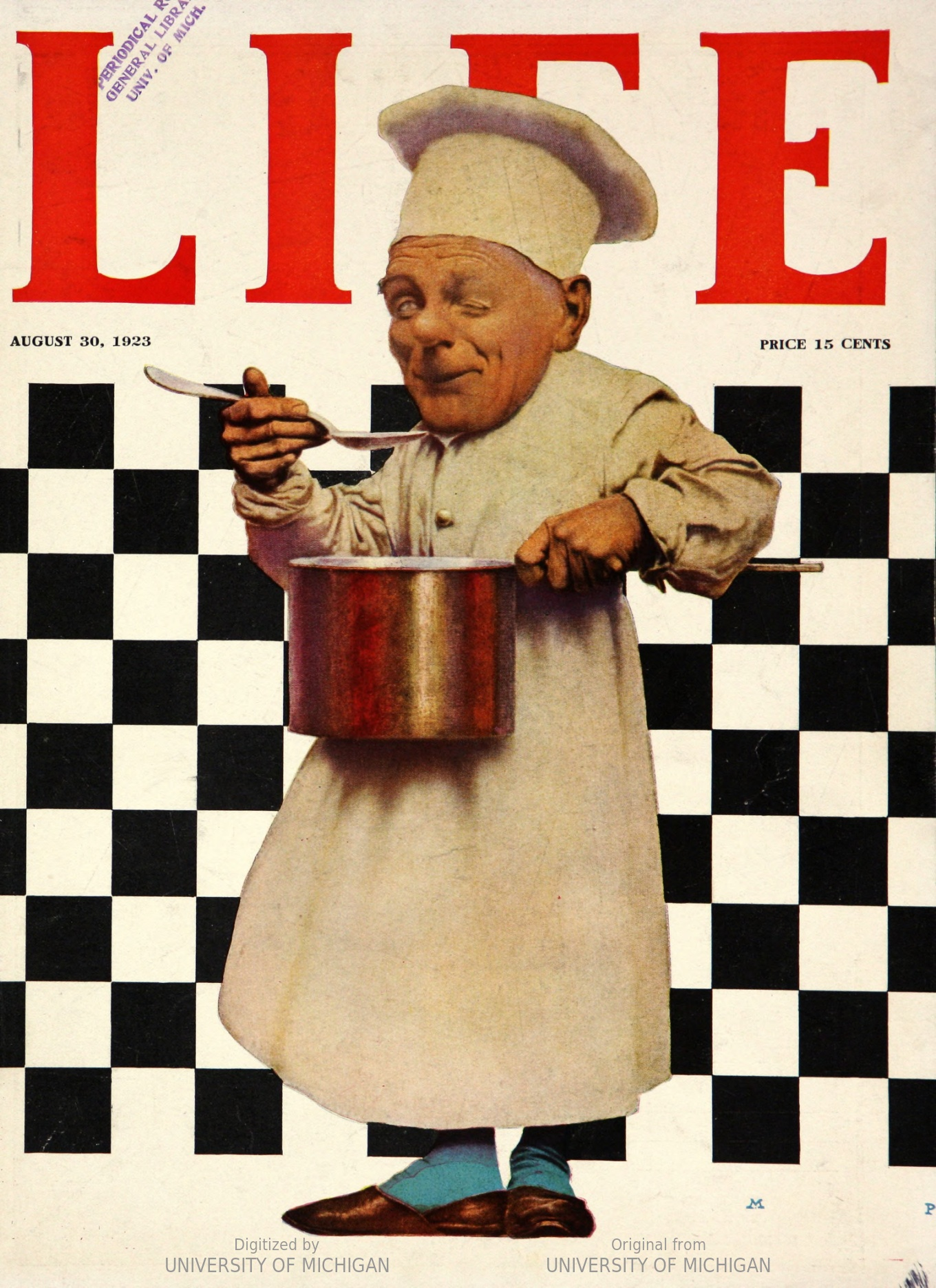
Couverture de Life, 30 août 1923.

Entre 1897 et 1925, Parrish développe un style singulier : des images construites à partir d'un rapport entre vifs contrastes et halos, avec une palette qui convoque les rouges, les jaunes et les bleus, confinant à une atmosphère féérique ; il adoptait avant de commencer chacune de ses œuvres, une base à partir du bleu de cobalt et du blanc, puis alternait couches de vernis mou translucide (une résine appelée « Damar ») et couches de couleurs, donnant une impression de glacis. À partir de 1904, Susan Lewin (1889-1978) pose pour lui puis devient son assistante. Le National Museum of American Illustration (en) situé à Newport conserve de nombreuses œuvres de Parrish.
Son influence sur l'évolution de l'illustration américaine est sensible : Norman Rockwell le considérait comme un modèle. Plusieurs de ses œuvres ont inspiré le graphisme de la pop-culture à partir des années 1960.

### Fresques ou panneaux muraux
- Old King Cole (1906), Bar King Cole, Hôtel St. Regis New York[3].
- Pied Piper (1909), Pied Piper Bar, Palace Hotel, San Francisco (en)[4].

### Livres illustrés
- Lyman Frank Baum, Mother Goose in Prose, Way & Williams, 1897.
- O. Read, Bolanyo (couverture), Way & Williams, 1897.
- W. M. Butler, Whist Reference Book (frontispiece), Yorston, 1898.
- Kenneth Grahame, The Golden Age, John Lane, 1900.
- Washington Irving, Knickerbocker's History of New York, Russell, 1900.
- K. Grahame, Dream Days, John Lane, 1902.
- G. W. Carryl, The Garden of Years (frontispiece), Putnam, 1904.
- Eugene Field, Poems of Childhood, Scribner & Sons, 1904.
- Edith Wharton, Italian Villas and their Gardens, Century, 1904.
- Arthur Cosslett Smith, The Turquoise Cap, and The Desert, Scribner & Sons, 1905.
- K. D. Wiggin, The Arabian Nights, Scribner & Sons, 1909.
- Nathaniel Hawthorne, A Wonder Book and Tanglewood Tales, Duffield, 1910.
- H. Scudder,  The Children's Book (couverture), Houghton Mifflin, 1910.
- Hildegarde Hawthorne, Lure of the Garden, Century, 1911.
- Frances Turner Palgrave, The Golden Treasury, Duffield, 1911.
- Louise Saunders, The Knave of Hearts, Scribner & Sons, 1925.

## Pour approfondir